# Прохоров, Евгений Петрович
Евге́ний Петро́вич Про́хоров (13 сентября 1919, Озёры, ныне Московская область — 14 апреля 1969, Киев) — командир авиационной эскадрильи 210-го штурмового авиационного Севастопольского Краснознамённого полка 136-й штурмовой авиационной дивизии, 9-го смешанного авиационного корпуса, 17-й воздушной армии, 3-го Украинского фронта, старший лейтенант, Герой Советского Союза.

## Биография
Родился 13 сентября 1919 года в рабочей семье. Русский. После окончания 7 классов школы учился в школе ФЗУ. Затем работал электромехаником на заводе сельскохозяйственных машин.
В Красной Армии с 1938 года. В 1940 году окончил Таганрогскую военную авиационную школу пилотов. На фронтах Великой Отечественной войны с декабря 1942 года.
К маю 1943 года пилот 210-го штурмового авиационного полка лейтенант Прохоров совершил 11 успешных боевых вылетов, в результате которых были уничтожены 2 танка, 11 повозок с военным грузом, 5 орудий зенитной артиллерии, 2 дзота и до 50 солдат и офицеров противника. За свои действия приказом по 230-й штурмовой авиационной дивизии № 07/н от 4 мая 1943 года награждён орденом Красной Звезды.
К середине августа 1943 года заместитель командира — штурман авиационной эскадрильи 210-го штурмового авиационного полка лейтенант Прохоров совершил 65 успешных боевых вылетов, в результате которых были уничтожены 6 танков, 14 автомашин, 13 орудий полевой и зенитной артиллерии и до 180 солдат и офицеров противника. За свои действия приказом по 4-й воздушной армии № 081/н от 24 сентября 1943 года награждён орденом Красного Знамени.
К середине октября 1943 года командир авиационной эскадрильи 210-го штурмового авиационного полка старший лейтенант Прохоров совершил 72 успешных боевых вылетов. Приказом по 4-й воздушной армии № 083/н от 25 октября 1943 года награждён орденом Александра Невского.
К октябрю 1944 года командир авиационной эскадрильи 210-го штурмового авиационного полка старший лейтенант Прохоров совершил 117 успешных боевых вылетов, нанёс противнику большой урон в живой силе и технике. Лично уничтожил 9 танков, 28 автомашин с войсками и грузом, 14 орудий разного калибра, 11 точек зенитных пулемётов, 32 повозки с грузом, 6 миномётов, до 400 солдат и офицеров противника, в групповом вылете потопил 2 баржи с войсками. Командованием авиационного полка был представлен к присвоению звания Герой Советского Союза.
Указом Президиума Верховного Совета СССР от 23 февраля 1945 года за мужество, отвагу и героизм, проявленные на фронте борьбы с немецко-фашистскими захватчиками, старшему лейтенанту Прохорову Евгению Петровичу присвоено звание Героя Советского Союза с вручением ордена Ленина и медали «Золотая Звезда» (№ 7221).
К середине мая 1945 года командир авиационной эскадрильи 210-го штурмового авиационного Севастопольского Краснознамённого полка капитан Прохоров всего совершил 142 успешных боевых вылетов на самолёте Ил-2. За свои действия приказом по 17-й воздушной армии № 081/н от 9 июня 1945 года награждён орденом Красного Знамени.
С 1946 года майор Е. П. Прохоров — в запасе. Окончил школу лётной подготовки Гражданского воздушного флота СССР, работал командиром корабля авиационного предприятия в Киеве (Украина).
Умер 14 апреля 1969 года. Похоронен в Киеве на Байковом кладбище.

## Память
- Надгробный памятник на Байковом кладбище в Киеве.